# 007: Agent Under Fire
007: Agent Under Fire è un videogioco del genere sparatutto in prima persona sviluppato nel 2001 da Electronic Arts. È l'unico videogioco di James Bond prodotto tra il 1995 e il 2002 in cui non compare Pierce Brosnan nei panni dell'Agente 007, presente nel sequel Nightfire.

## Modalità di gioco
Oltre alla modalità storia è presente anche una modalità multigiocatore fino a 4 giocatori a schermo condiviso, i quali si potranno affrontare in partite deathmatch.

## Sviluppo
Pubblicato per PlayStation 2 e in seguito convertito per GameCube e Xbox, il videogioco ha una trama originale, non tratta né da film né da altre opere incentrate su James Bond. Originariamente era prevista la partecipazione di Roger Moore.

## Accoglienza
Next Generation ha incluso 007: Agent Under Fire al trentesimo posto nella sua lista dei 100 migliori giochi del ventunesimo secolo. Secondo la rivista il videogioco ha venduto 1,5 milioni di copie.